# ドクター最後の日
「ドクター最後の日」（ドクターさいごのひ、原題: The Wedding of River Song）は、イギリスのSFドラマ『ドクター・フー』の第6シリーズ第13話にして最終話。筆頭脚本家兼エグゼクティブ・プロデューサーのスティーヴン・モファットが脚本を、ジェレミー・ウェブが監督を担当し、2011年10月1日に BBC One で初放送された。
本作では考古学者リヴァー・ソング（演:アレックス・キングストン）が、未来のドクターがトレンザロアの地で宇宙最初の問いかけに答えないよう、異星人のタイムトラベラー11代目ドクター（演:マット・スミス）を殺害するというサイレンス教会の命令のプログラムを仕込まれる。彼女が宇宙服を破壊してプログラムを止めると、あらゆる時間が同時進行して歴史の崩壊が始まる代替世界が誕生してしまう。ドクターはリヴァーと代替世界のエイミー・ポンド（演:カレン・ギラン）とローリー・ウィリアムズ（演:アーサー・ダーヴィル）の力を借りて宇宙を元に戻そうとする。元に戻った世界で彼は死ぬ運命にあると思われたが、既にテッセレクタを自らに偽装させて死を回避する計画を立てていたことが明かされる。
「ドクター最後の日」は第6シリーズのストーリー・アークを総括し、第1話「ドクターからの招待状」で何が起きていたかを明かしている。本作では数多くのキャラクターが再登場し、俳優ニコラス・コートニーの死を悼んで彼の演じていたクラシックシリーズの登場人物レスブリッジ・スチュワート准将にも敬意が表されている。本作は第6シリーズで最後に撮影されたエピソードの1つであり、2011年4月に製作が完了した。イギリスでの視聴者数は767万人に達し、視覚的な要素が賞賛を受けた一方、登場人物やエピソードの解決方法には賛否両論の反応が寄せられた。

## プロット

### テーザー
2011年9月24日、前話「子連れのコンパニオン」の放送直後に本作の全長がオンラインで公開された。エリア52を舞台に、5時2分で不具合を起こしている時計、施設内部を巡回する武装兵士、水槽に収容されたサイレンス、そしてマダム・コヴァリアンと同じアイパッチを装着したリヴァー・ソングが登場する。

### 連続性
ドクターはローズ・タイラーとジャック・ハークネスに会いに行く可能性を言及している。また、彼はエリザベス1世が駆け落ちを待っていると述べている。これは「時の終わり」でも同様にヒントが示され、「言葉の魔術師」で彼女が激昂していた説明となっている。代替世界のエイミーのオフィスには彼女が幼少期（「11番目の時間」）に持っていたターディスの模型があり、これまでのドクターとの旅で遭遇した様々なモンスターの絵も飾られている。リヴァー・ソングは幻覚剤入りの口紅をジョン・F・ケネディに使用したと主張しており、この口紅は「天使の時間」で登場したものである。
サイレンスのうち1体がローリーを「何度も死を繰り返す男」と呼んでおり、これは彼の死が何度も描写されてきたことを反映している。本作のプロットはリヴァーが歴史の固定ポイントを書き換えようとしたために生じた時空間の損傷が中心に置かれている。歴史の固定ポイントという概念はドクターや彼のコンパニオンでも改変することが許されないもので、The Aztecs（1964年）で命名され、新シリーズでも「ポンペイ最後の日」や「火星の水」で登場した。リヴァーがワインを持ってエイミーに会いに来る際、彼女は軍服を纏っており、ビザンティウム号に上ってエイミーにも会った旨を語っている。これは「天使の時間」と「肉体と石」での出来事を指している。ビザンティウム号の墜落が初めて言及されたのは「静寂の図書館」であった。

## 製作

### 脚本

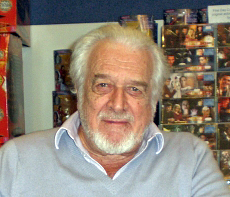
本作は2011年2月に死去したニコラス・コートニーの演じていたレスブリッジ・スチュワート准将へ捧げられた。

「ドクター最後の日」は「ドクターからの招待状」で描かれたドクターの死というストーリー・アークを総括し、リヴァー・ソングの時系列にもさらなるピースを与えている。ただし、ドクターとリヴァーが正当に結婚したか否かは曖昧なままである。番組製作総指揮兼本作の脚本家スティーヴン・モファットは本作を「『ドクター・フー』の狂気の大きなローラーコースター」と表現した。彼が本作に盛り込んだ"狂気的なアイディア"の1つは"生きたチェス"で、これは彼が世界で最も退屈だと感じるゲームを危険で壮観なスポーツにしたかったためである。冒頭の僅かなダーレクの出番は元々の台本には存在せず、モファットはダーレクを第6シリーズでは安ませておくつもりだった。ドクターと出会わなかった世界線のエイミーを描いた彼女とマダム・コヴァリアンの対峙も台本にはなく、後に加えられたものであった。
俳優ニコラス・コートニーの死に続いて、ドクターはコートニーの演じたキャラクターであるレスブリッジ・スチュワート准将が高齢者福祉施設で安らかに息を引き取ったことを知る。モファットはこれについて、「死にゆくドクターについての物語において、『ドクター・フー』が苦しんだ大きな損失の1つを知らせることが正しく適切だ」と語った。モファットはパッチ状のアイドライブも Inferno（1970年）でアイパッチを着用していたコートニーに対する敬意の表れであると明かしている。本作には以前のエピソードのキャラクターも再登場しており、具体的には「にぎやかな死体」のチャールズ・ディケンズ（演:サイモン・キャロウ）、「ダーレクの勝利」のウィンストン・チャーチル（演:イアン・マクニース）、「冷血」のサイルリアン医師マロケ（演:リチャード・ホープ）、「ヒトラーを殺そう!」のテッセレクタとカーター船長（演:リチャード・ディレイン）、「ドクターの戦争」の首なし修道士とドリウム・モルドバ（演:サイモン・フィッシャー＝ベッカー）がいる。「ダーレクの勝利」でドクターとチャーチルは互いに知り合いであることが仄めかされていたため、マクニースは再登場の機会は設けられていると考えていた。

### 撮影と効果
「ドクター最後の日」は第6シリーズで最後に撮影されたエピソードの1つであり、2011年4月29日に撮影が完了した。しかし、「ヒトラーを殺そう!」の冒頭は撮影が2011年6月11日まで遅れ、第6シリーズで真に最後の撮影はそちらに譲ることになった。アメリカのテレビパーソナリティメレディス・ヴィエラがチャーチルのバッキンガム宮殿への凱旋を報道するシーンは、アメリカの報道番組『トゥデイ』の "Anchors Abroad" の収録と同時並行で2011年5月にグリーンスクリーンの前で撮影された。
ガントク役のマーク・ゲイティスはロンド・ハクストンという偽名でクレジットされており、これはキャラクターの外見のベースとなったロンド・ハットンへ敬意を表したものである。ゲイティスは装身具を装着して役を演じていた。彼は『ドクター・フー』の脚本を複数執筆しているほか、「ラザラスの欲望」（2007年）ではラザラス教授役、「ダーレクの勝利」（2010年）ではダニー・ボーイの声役で出演していた。後に「戦場と二人のドクター」（2017年）では大尉役で出演することになる。
アイパッチを装着したキャストは片目での演技に奇妙な感覚を抱き、アレックス・キングストンは軽くめまいがしたと振り返った。カレン・ギランは撮影のために特別製のマシンガンの発泡を許可された。チャーチルのバッキンガム宮殿でのシーンはカーディフ議会の建物で撮影された。台本では『インディ・ジョーンズ』シリーズ形式のトンネルが首なし修道士の部屋として求められていたが、カーディフでそのようなロケ地が使用できなかったため代わりにセットが組み立てられた。骸骨は手作りで、準備も煩雑であったため、本作の製作で最初に着手されたものの1つであった。

## 放送と反応
「ドクター最後の日」は2011年10月1日にイギリスでは BBC One で、アメリカ合衆国ではBBCアメリカで初放送された。当夜の視聴者数は610万人を記録し、その夜で3番目に多く視聴された番組となったほか、第5シリーズのシーズンフィナーレ「ビッグバン」と同様に前の週から視聴者数を増やすことに成功した。BARBによる最終合計値は767万人に達し、10月1日に放送された番組では全チャンネルで2番目に視聴者が多く、その週の BBC One の番組全体では第7位に位置付けられた。Appreciation Index は86を記録したが、これまで88から91を記録してきた新シリーズの『ドクター・フー』のシーズンフィナーレと比較するとこれは最も低い数値であった。
日本では『ドクター・フー ニュー・ジェネレーション』第2シリーズとして2016年8月から第6シリーズのレギュラー放送がAXNミステリーにて始まり、「ドクター最後の日」は9月15日午後10時から放送された。なお、同日午後10時55分からは続けて次話「クリスマスイブの奇跡」が放送された。

### 批評家の反応
本作に寄せられた批評家のレビューは大半が肯定的であったが、登場人物の関わり合いや解決方法には保留の声も上がった。ガーディアン紙のダン・マーティンは肯定的にレビューをしており、本作が「壮大な50年の物語に沿って動きつつ効果的に番組をリブートした」と確信した。特に彼は本作のシンプルさと、歴史が同時進行するビジュアルを称賛した。メトロ紙のレイチェル・ターレイは時間に対する「強く心を捉えるレース」を絶賛し、脚本については「すっかり快活でウィットに富んでいるが、必要な不気味なシーンや感動的なシーンもある」と高評価した。The A.V. Club のケイス・フイップスは本作にA評価を与え、「全ての答えを探していない人にとっては完璧なシーズンフィナーレに極めて近い」と述べた。デジタル・スパイのモーガン・ジェフェリーは「土曜の夜のエンターテイメントの1つとして上手く行った。力強い演技・見事なビジュアル・鋭い台詞が詰まっている。そしてシリーズの長い一連の物語の解決として、大部分は満足の行くものだ。ただし、このエピソードは疑問に答えるのと同じくらい多くの疑問を投げかけている」と論評した。
SFX誌のデイヴ・ゴールダーは4つ星と5つ星のどちらを与えるか迷った末に星4つ半を与え、「9割は素晴らしい物凄いエピソードだ」と述べた。彼はエピソードの数多くのコンセプトについて「厳選された材料をふんだんに用いた贅沢なお菓子だ」と喩え、テッセレクタによる解決法については初めは捻りが効いていると感じたものの、「エピソード全体がリセットボタンで代替時間軸ギャグが完成する『スタートレック:ヴォイジャー』の精巧なバージョンになってしまう」と指摘した。IGNのマット・リズレイは「ドクター最後の日」を10点満点中8.5点と評価し、「予測できるデウス・エクス・マキナではなく、トレードマークたる多くのSFスペクタクルを使って一連のプロットと登場人物を結び付けてのけた」と称賛した。彼は結婚については「やや駆け足すぎて状に訴えかける後味が長引かない」と感じたものの、エピソード中の他の感動的な場面を称賛し、ドクターが死でんいると皆が考えているという事実は番組の新たな方向への発展を後押しするだろうと述べた。
デイリー・テレグラフのギャヴィン・フラーは本作を「不均一な結末だ」と述べた。彼は本作のビジュアルを称賛し、サイレンスの扱い方を気に入ったが、テッセレクタによる解決方法は「少し責任回避だ」と感じた。インデペンデント紙のニーラ・デブナスは本作に対して不機嫌になり、「緩やかな結末をきちんと結び付けることを拒んだ難問」だと呼び、フィナーレとしてドラマという面では未発達で情報量という面では過剰だったとした。しかし、彼女はモファットがストーリーラインをシリーズ中に散りばめていたことを称賛し、「番組を強化した」と確信した。一方でHitFixのアラン・セピンウォールは結婚からの解決を素晴らしいと評価したが、代替宇宙を登場させなくても物語は成立したと考え、第5シリーズのフィナーレ「ビッグバン」との類似性も指摘した。TV Squad のマーレーン・ライアンは、余りにもベルとホイッスルが多すぎるゆえに感動的な場面が損なわれてしまったと批判し、特に結婚の場面についてはドクターが本当にリヴァーを愛しているとは信じられないとコメントした。しかし、彼女はチャーチルなど以前のキャラクターを再登場させたことを高評価し、エイミーとローリーの関係性にも喜んだ。io9のチャーリー・ジェーン・アンダーズは、答えや面白さおよび満足できる解決策が提示されていたことから「ビッグバン」よりも良いと批評した。しかし、リヴァーがドクターを殺さなくてはならなかった理由と彼らの関係性に対して彼女は批判的であり、エイミーがマダム・コヴァリアンを殺害したことについても、コヴァリアンが彼女の娘に対して行ったことに対する代表にはなり得ないと感じた。